# 5762 Wänke
Az 5762 Wänke (ideiglenes jelöléssel 1981 EG28) a Naprendszer kisbolygóövében található aszteroida. Schelte J. Bus fedezte fel 1981. március 2-án.